# Martin Fayulu

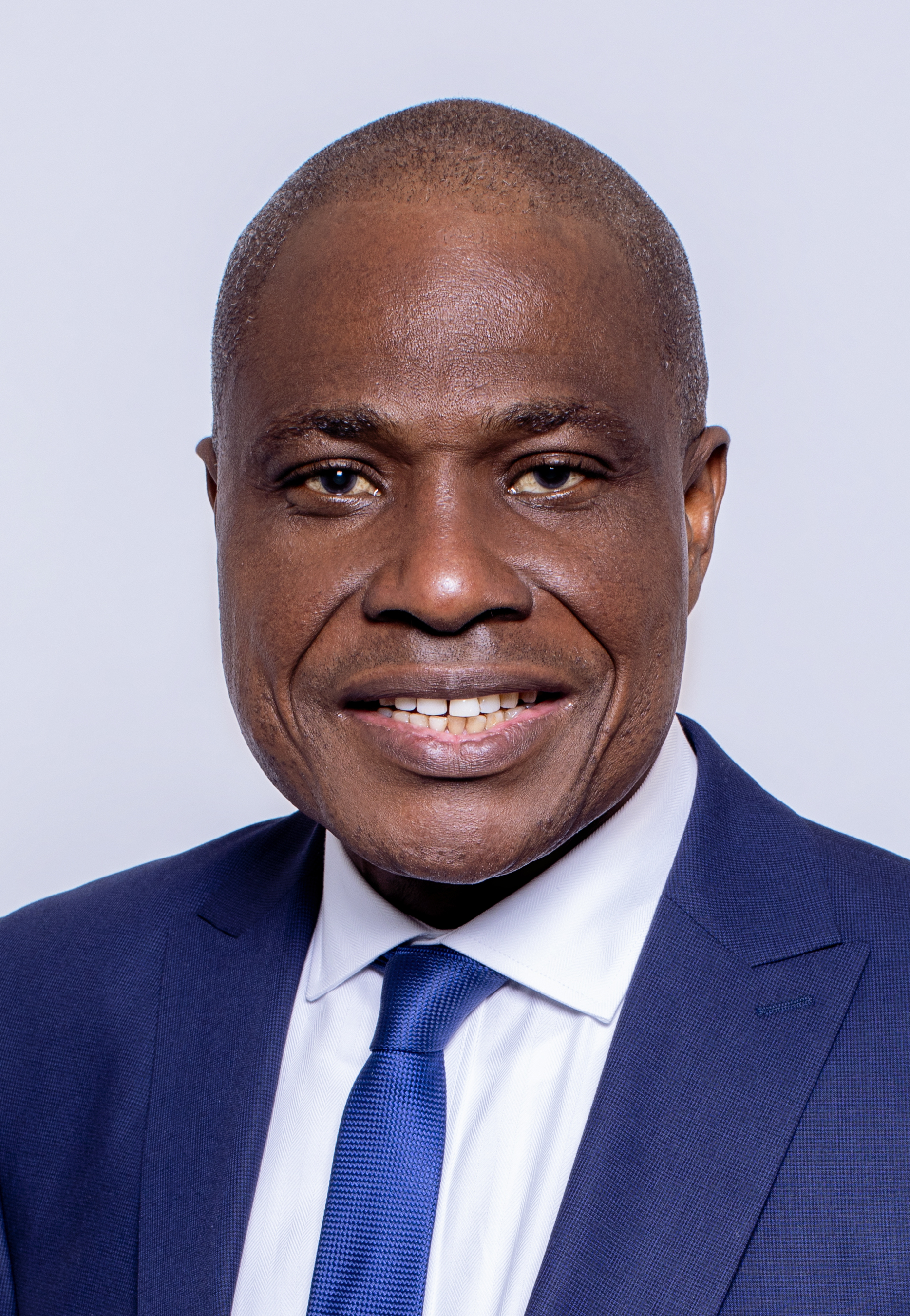
Martin Fayulu (2018)

Martin Madidi Fayulu (nach anderen Angaben Martin Fayulu Madidi; * 21. November 1956 in Léopoldville, Belgisch-Kongo) ist ein Politiker in der Demokratischen Republik Kongo. Er war Kandidat des Oppositionsbündnisses Lamuka (Lingala; deutsch etwa „Aufstehen“) bei der Präsidentschaftswahl 2018. Nach Angaben der Wahlkommission unterlag er dabei Félix Tshisekedi, wogegen geleakte Zahlen dieser Kommission wie auch die Angaben von Wahlbeobachtern einen Sieg Fayulus ergaben.

## Leben
Fayulu studierte in Frankreich an der Universität Paris XII und dem Institut supérieur de gestion sowie der European University of America in San Francisco in den Vereinigten Staaten Volkswirtschaft und Betriebswirtschaft. Er erwarb einen Master of Business Administration. Fayulu war ab 1984 bei Mobil angestellt, arbeitete in zahlreichen Ländern und wurde schließlich Generaldirektor von ExxonMobil in Äthiopien. Anfang der 1990er Jahre war er erstmals in seinem Heimatland politisch aktiv: Ab 1990 war er Präsident der Bewegung Forum de la Démocratie et le Développement (FDD; deutsche etwa: „Forum für Demokratie und Entwicklung“), 1991 nahm er an einer nationalen Konferenz teil, die gegen den damaligen Machthaber Mobutu Sese Seko gerichtet war. 1993 wurde er in den Hohen Rat des damaligen Übergangsparlaments gewählt. 2003 verließ er den Mineralölkonzern und begann seine eigentliche politische Laufbahn. Bei den Wahlen 2006 wurde er erstmals in die Nationalversammlung gewählt. Seine 2009 gegründete Partei Engagement pour la Citoyenneté et le Développement (ECiDé; deutsch etwa: „Einsatz für Bürgerschaft und Entwicklung“) hatte nach den Wahlen 2011 drei Abgeordnete. 2016 erlitt er bei Protesten gegen den Präsidenten Joseph Kabila einen Streifschuss am Kopf; 17 Demonstranten wurden erschossen.
Am 11. November 2018 beschlossen mehrere Oppositionspolitiker, darunter Fayulu, Félix Tshisekedi und Vital Kamerhe, auf einer Konferenz in Genf, dass Fayulu als ihr gemeinsamer Kandidat gegen den Kandidaten des bisherigen Machthabers, Emmanuel Ramazani Shadary, antreten solle. Am Folgetag widerriefen Tshisekedi und Kamerhe die Vereinbarung, da sie Fayulu zu wenig politische Erfahrung attestierten, und bildeten ein eigenes Bündnis. Fayulu wurde jedoch durch die einflussreichen Politiker Moïse Katumbi und Jean-Pierre Bemba unterstützt, deren Kandidaturen nicht zugelassen worden waren.
Fayulu wurde durch Polizei und Verwaltung mehrfach daran gehindert, Wahlkampfauftritte durchzuführen. Er gilt als guter Redner und als scharfer Kritiker des bis 2019 regierenden Präsidenten Joseph Kabila.
Nach Angaben der Wahlkommission erreichte Fayulu bei der Präsidentschaftswahl 34,8 % und damit den zweiten Platz nach Félix Tshisekedi. Er sah sich jedoch als rechtmäßiger Sieger und sprach von einem „Wahlputsch“. Zwei Quellen stützen die Angaben Fayulus: So sollen die geleakten Detailzahlen der Wahlkommission, die der Financial Times vorliegen, für Fayulu 59,4 % der Stimmen ausweisen, vor dem zweitplatzierten Tshisekedi mit 19 %. Die Zahlen, welche die rund 42.000 Wahlbeobachter der katholischen Kirche in etwas mehr als 70 % der Wahlbüros zusammengetragen haben, sprechen von ca. 62,8 % für Fayulu. Fayulu klagte vor dem Verfassungsgericht gegen das Ergebnis; am 20. Januar wies das Verfassungsgericht seine Klage jedoch ab. Er habe keine ausreichenden Belege für Unregelmäßigkeiten vorgelegt. Fayulu rief sich daraufhin zum „einzigen rechtmäßigen“ Präsidenten aus und forderte seine Anhänger zu friedlichen Demonstrationen auf; Proteste blieben jedoch weitgehend aus. Er gewann ein Mandat in der Nationalversammlung, das er aber im März 2019 niederlegte. Im selben Monat traf sich Lamuka unter der Führung Fayulus in Brüssel, um über das weitere Vorgehen zu beraten.
Fayulus Muttersprache ist Lingala. Er ist mit der Kamerunerin Esther Ndengue Fayulu verheiratet, mit der er drei Kinder hat.